# Walentina Meredowa
Walentina Meredowa (russisch Валентина Мередова, engl. Transkription Valentina Meredova; geb. Назарова – Nasarowa – Nazarova; * 29. September 1984 in Aşgabat, TuSSR) ist eine turkmenische Sprinterin und Weitspringerin.

## Sportliche Laufbahn
Erste Erfahrungen bei internationalen Meisterschaften sammelte Walentina Meredowa bei den Weltmeisterschaften 2005 in Helsinki, bei denen sie über 100 Meter in der ersten Runde ausschied. Ein Jahr darauf schied sie bei den Hallenweltmeisterschaften in Moskau über 60 Meter und bei den Asienspielen in Doha über 100 Meter im Vorlauf aus. 2007 nahm sie erneut an den Weltmeisterschaften in Osaka teil, kam aber auch diesmal nicht über die erste Runde hinaus, wie auch bei den Hallenweltmeisterschaften 2008 in Valencia und den Olympischen Spielen in Peking.
2014 nahm sie erneut an den Asienspielen im südkoreanischen Incheon teil, erreichte aber erneut nicht das Finale. Bei den Asienmeisterschaften 2015 in Wuhan erreichte sie erstmals das Halbfinale über 100 Meter und schied bei den Weltmeisterschaften in Peking mit 12,25 s in der ersten Runde aus. 2016 erreichte sie bei den Hallenasienmeisterschaften in Doha das Halbfinale über 60 Meter und schied bei den Hallenweltmeisterschaften in Portland in der ersten Runde aus. 2017 erreichte sie bei den Islamic Solidarity Games in Baku das Halbfinale über 100 Meter. Anfang September belegte sie bei den Asian Indoor & Martial Arts Games in Aşgabat den achten Platz über 60 Meter und gewann mit der turkmenischen 4-mal-400-Meter-Staffel die Bronzemedaille. Zudem belegte sie im Weitsprung mit 5,58 m den siebten Platz. 2018 nahm sie an den Hallenasienmeisterschaften in Teheran teil und belegte dort in 7,54 s Platz sechs über 60 Meter. Im Jahr darauf schied sie bei den Asienmeisterschaften in Doha mit 12,06 s in der ersten Runde aus. 2022 schied sie bei den Islamic Solidarity Games in Konya mit 11,87 m im Halbfinale über 100 Meter aus und im Jahr darauf gelangte sie bei den Hallenasienmeisterschaften in Astana mit 7,54 s auf Rang acht über 60 Meter. Im Juli schied sie bei den Asienmeisterschaften in Bangkok mit 12,05 s in der Vorrunde über 100 Meter aus und 2024 belegte sie bei den Hallenasienmeisterschaften in Teheran mit neuem Landesrekord von 7,44 s den sechsten Platz über 60 Meter. Im August schied sie bei den Olympischen Sommerspielen in Paris mit 11,95 s im Vorlauf über 100 Meter aus. Im Jahr darauf schied sie bei den Hallenweltmeisterschaften in Nanjing mit 7,68 s in der ersten Runde über 60 Meter aus und Ende Mai kam sie bei den Asienmeisterschaften in Gumi mit 12,12 s nicht über den Vorlauf über 100 Meter hinaus.
In den Jahren 2007 und 2015 sowie von 2018 bis 2022 und 2025 wurde Meredowa turkmenische Meisterin im 100-Meter-Lauf sowie 2007, 2018 und 2019 auch über 200 Meter. In der Halle sicherte sie sich 2017 die Meistertitel im 60-Meter-Lauf und im Weitsprung und 2018 und 2019 erneut über 60 Meter. 

## Persönliche Bestzeiten
- 100 Meter: 11,56 s (+1,7 m/s), 7. Juni 2008 in Almaty (turkmenischer Rekord)
  - 60 Meter (Halle): 7,44 s, 18. Februar 2024 in Teheran (turkmenischer Rekord)
- 200 Meter: 23,77 s (+2,0 m/s), 7. Juni 2008 in Almaty
- Weitsprung: 5,74 m, 27. Januar 2017 in Aşgabat